# Maria Qvarfordt Brising
Maria Matilda Mikaela Qvarfordt Brising, född Qvarfordt 24 maj 1978 i Kristinehamn, är en svensk konstnär. 
Quarfordt Brising studerade vid Uppsala konstskola 1998-1999, Konstvetenskap vid Uppsala Universitet 1999, Gerlesborgsskolan Bohuslän 1999-2002 och vid Valands konstskola i Göteborg 2002-2008. Hon debuterade i samlingsutställningen Bohussalongen på Uddevalla Konsthall 1999 och har därefter medverkat på bland annat Ung konst Östra Värmland Kristinehamns Konstmuseum 2001, Liljevalchs  Vårsalong 2004, Galleri Rotor 2 på Valand i, Göteborg 2007 och Häst-säg mig vem du är! på Bohusläns Museum i Uddevalla 2014.  Separat har hon ställt ut på bland annat Galleri Final i Malmö 2006, I will force you to practice my religion på Galleri Mors Mössa i Göteborg 2009, Will War Water i Vänersborgs Konsthall 2014 samt tillsammans med Ingalena Klenell Mörker Mörka Mörkt Kristaller på Kristinehamns Konstmuseum 2014. Hon har tilldelats Ung konst Kristinehamns konstmuseums stipendium 2001, Gerlesborgs Konstförenings Stipendium 2001, Stiftelsen Otto och Charlotte Mannheimers fond 2005, Theodor & Hanne Mannheimers fond 2007, Fredrik Roos Konstnärsfond 2008, Eric Ericsons Stiftelse 2008 och Konstnärsnämndens ettåriga arbetsstipendium 2012. 
Quarfordt Brising är representerad vid Kristinehamns konstmuseum, Göteborgs Stad, Värmlands Läns Landsting, Lärarförbundet Vänersborg, Fortums Konstförening, Trollhättan Stads Konstförening, Konstföreningen Artäll och Gerlesborgs Konstförening.